# Větřkovice
Větřkovice är en ort i Tjeckien.   Den ligger i distriktet Opava och regionen Mähren-Schlesien, i den östra delen av landet, 250 km öster om huvudstaden Prag. Větřkovice ligger 471 meter över havet och antalet invånare är 765.
Terrängen runt Větřkovice är varierad. Runt Větřkovice är det ganska tätbefolkat, med 75 invånare per kvadratkilometer. Närmaste större samhälle är Opava, 18,5 km norr om Větřkovice. Omgivningarna runt Větřkovice är en mosaik av jordbruksmark och naturlig växtlighet.